# De Coene (schoenfabriek)
De Coene was een schoenfabriek aan de Nederweg 12 in de Belgische plaats Izegem (provincie West-Vlaanderen).

## Geschiedenis

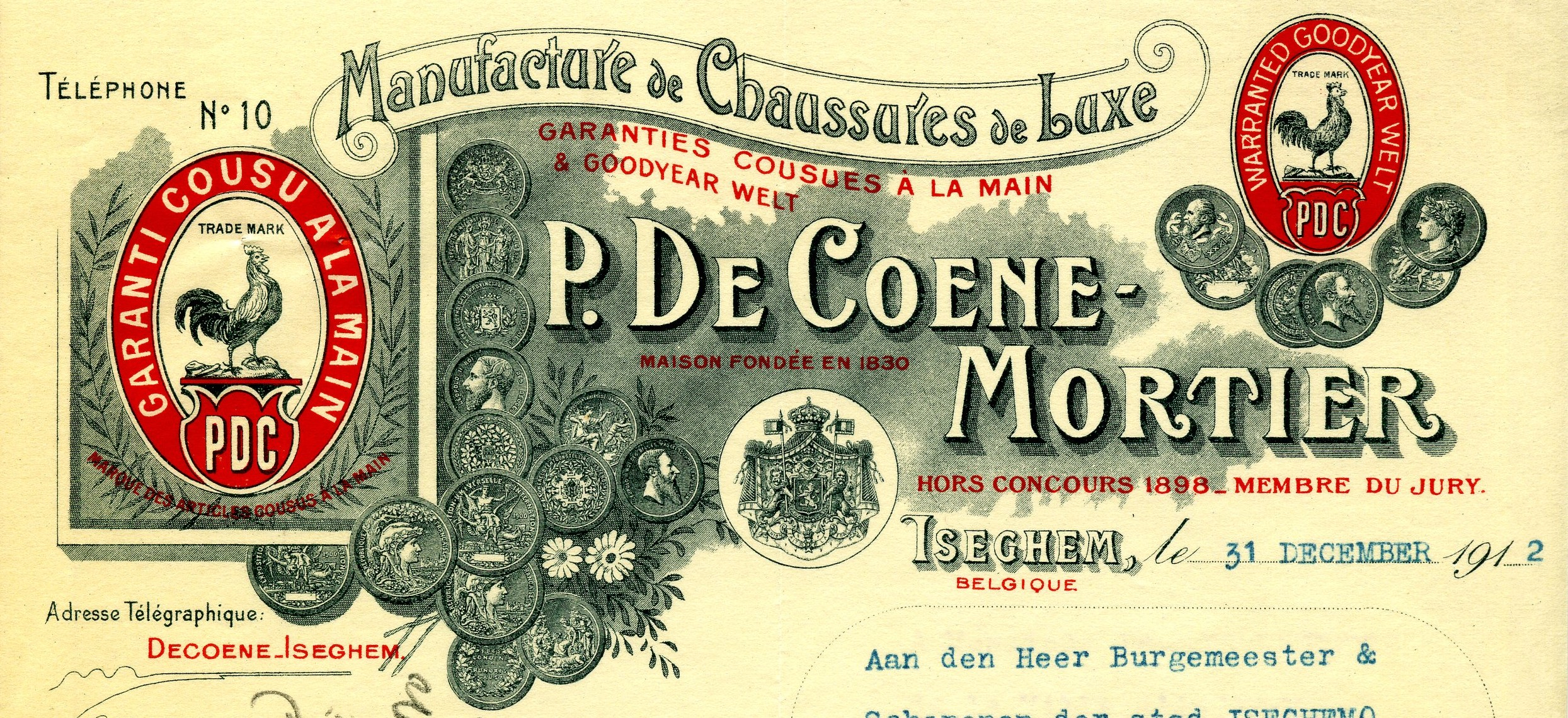
Briefhoofd schoenfabriek De Coene uit 1912

In 1830 komt Louis-David De Coene (1810-1876) in de schoennijverheid terecht. Hij wordt meestergast van “bekende Izegemnaar” luxe-schoenmaker Eduard Dierick en doet er veel ervaring op. Kort daarna sticht hij zijn eigen atelier (briefhoofd maison fondée 1830).

Louis stuurt zijn zoon Polydor (1851-1926) of korter “Pol”, op zijn twaalfde naar Frankrijk om te studeren en Frans te leren. Als Pol terugkomt, gaat hij aan de slag in het atelier van zijn vader op de hoek van de vroegere Zottinestraat en de Nieuwstraat in Izegem. In 1871 trekt hij met twee volgeladen koffers schoenen naar Luik en verkoopt ze daar prompt. Hij schept moed, werft meer en meer klanten en breidt zijn atelier uit. In 1873 volgt hij zijn vader officieel op als baas van de firma De Coene. Hij omringt zich daar met de beste werklieden uit het atelier van Dierick. Langzamerhand wordt Polydor een drijvende kracht achter de Izegemse schoennijverheid. Hij neemt deel aan verschillende wereldtentoonstellingen eind 19de en begin 20ste eeuw en wint onderscheidingen. Zo plaatst hij zijn merk internationaal in de kijker. Hij organiseert prijskampen voor schoenmakers uit de streek om de schoennijverheid in de belangstelling te plaatsen. Polydor is ook een voorvechter van de mechanisatie. In 1887 koestert hij vergevorderde plannen om mechanisch te gaan werken en bouwt hij een nieuwe fabriek in de Nederweg. De arbeiders vrezen echter voor hun werkzekerheid en slaan aan het staken. De staking wordt op de spits gedreven en Polydor verhuist zijn productie ten slotte naar Antwerpen. In 1891 komt hij terug naar Izegem en hij focust weer op handgemaakt luxewerk. Pas in 1909 voert hij zijn mechanisatieplannen uit. Andere patroons zijn hem op dat moment al voor. Toch wordt Polydor De Coene beschouwd als de grote voorvechter van het mechanisch schoenen maken in Izegem.

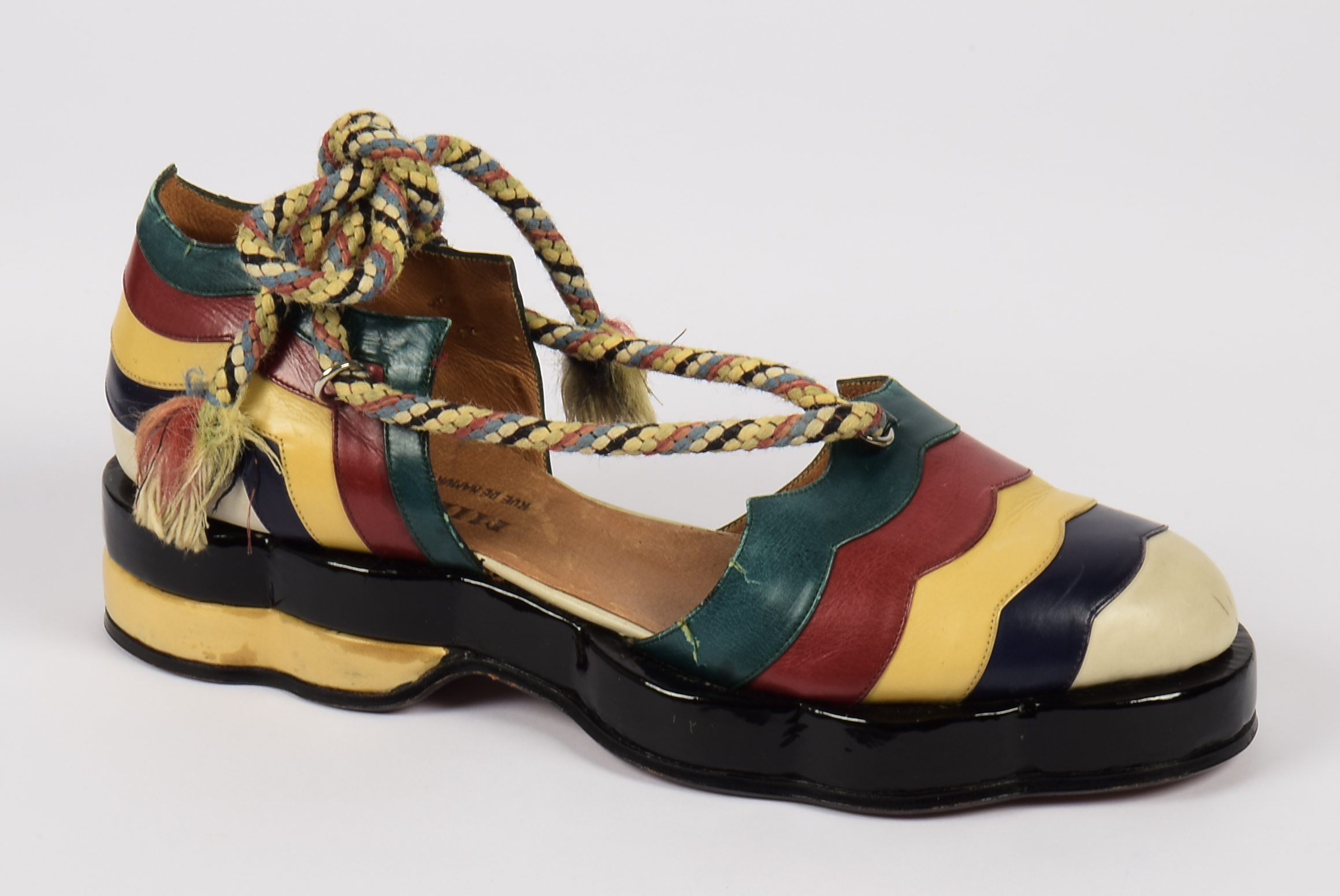
Instapper in veelkleurig rundsleer uit 1935, merk Le Coq, schoenfabriek De Coene

In 1919 volgt zijn jongste zoon David De Coene (1890-1971) hem op. David trouwt met Zélie Heusèle. Ze krijgen geen kinderen dus is er geen opvolging. Om dit te ondervangen wordt er in 1928 een vennootschap gesticht met zakenpartner Hector Vangheenberghe. De bedrijfsnaam wordt veranderd in NV De Coene & Co. De zoon van de zus van Zélie Heusèle neemt later over. De familie Pinte-Heusèle runt het bedrijf tot in 1970.

## Merknamen
De merknamen doorheen de jaren zijn De Coene, Le Coq / P.D.C / Le Moulin / Le Moulin Coquelet / D. Decoene & C°.

## Gebouw

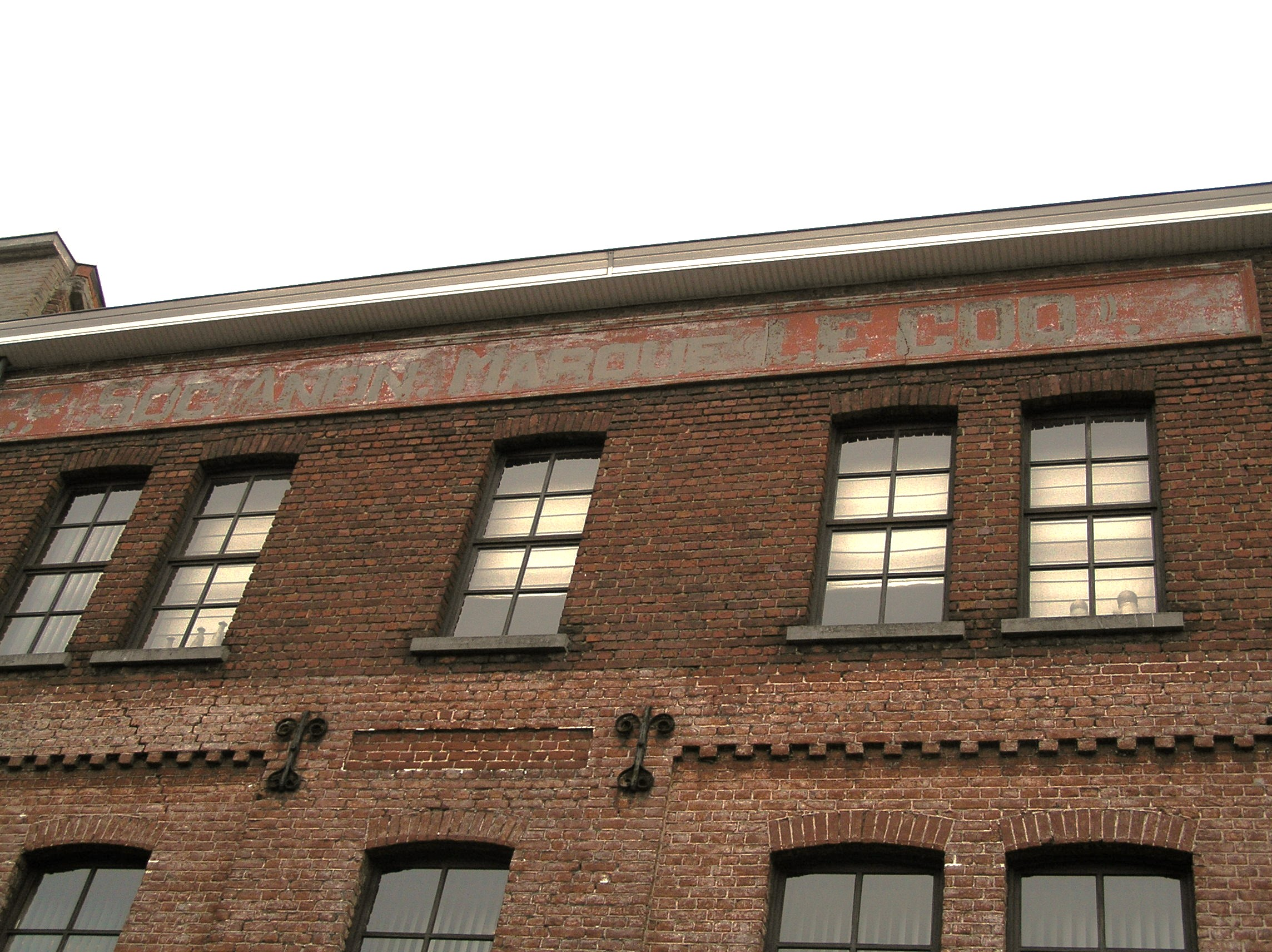
Zicht op voormalige schoenfabriek De Coene, merk Le Coq, Nederweg 12, Izegem

Het gebouw waar de voormalige schoenfabriek van De Coene zich bevond, werd omgebouwd tot kantoren. In 2024 is dit eigendom van Atelier 12. Een muurplaat bovenaan het gebouw is de enige herinnering aan de voormalig schoenfabriek met opschrift: Soc. Anon. Marque Le Coq.